# Qualche nuvola
Qualche nuvola è un film italiano del 2012 scritto e diretto da Saverio Di Biagio. Il film, presentato alla 68ª Mostra internazionale d'arte cinematografica di Venezia, è stato distribuito nelle sale italiane il 27 giugno 2012.

## Trama
In un quartiere alla periferia di Roma, Diego, un giovane che ama il suo lavoro di muratore, viene contattato dal suo capo per un lavoro extra, ovvero aiutare la nipote Viola a restaurare il suo appartamento.
Il problema che si sviluppa nella storia è che mentre Diego sta per sposarsi con Cinzia, lui si sta innamorando di Viola.